# Me gusta (Shakira e Anuel AA)
Me gusta è un singolo della cantante colombiana Shakira e del rapper portoricano Anuel AA, pubblicato il 13 gennaio 2020 su etichetta Sony Music Latin.

## Pubblicazione e descrizione
Shakira ha mostrato un'anteprima del brano durante l'invervista 60 Minutes con CBS a novembre 2019.
Il 22 gennaio 2020, la medesima cantante ha annunciato la data di pubblicazione e la copertina della canzone attraverso il suo profilo Instagram. È basato su un sample del brano Sweat (A La La La La Long) degli Inner Circle.

## Accoglienza
Mike Nied di Idolator ha chiamato Me gusta un ulteriore «orecchiabile e ballabile pezzo forte» nella discografia di Shakira.

## Tracce
Testi e musiche di Carlos E. Ortiz Rivera, Daniel Echavarría Oviedo, Emmanuel Gazmey Santiago, Ian Lewis, Joan Antonio González Marrero, Shakira e Édgar Barrera.
1. Me gusta – 3:10

## Formazione
Musicisti
- Shakira – voce
- Anuel AA – voce
- Alex "A.C." Castillo – programmazione
- Édgar Barrera "Edge" – chitarra, programmazione

Produzione
- Shakira – produzione
- Alex "A.C." Castillo – produzione
- Édgar Barrera "Edge" – produzione
- Adam Ayan – mastering
- Andros Rodriguez – missaggio, ingegneria del suono
- Ervin Quiroz "EQ" – ingegneria del suono
- Roger Rodés – ingegneria del suono

## Successo commerciale
Me gusta ha debuttato al 20º posto della Hot Latin Songs statunitense nella sua prima settimana con quattro giorni di conteggio. La settimana seguente ha raggiunto la 6ª posizione, estendendo il record di Shakira per l'artista femminile con più ingressi nella top ten in tale classifica, con trenta brani.

## Classifiche

### Classifiche settimanali
| Classifica (2020)     | Posizione massima |
| --------------------- | ----------------- |
| Argentina             | 18                |
| Belgio (Fiandre)      | 67                |
| Colombia              | 12                |
| Croazia               | 21                |
| Italia                | 62                |
| Polonia               | 13                |
| Repubblica Dominicana | 4                 |
| Romania               | 7                 |
| Slovenia              | 49                |
| Spagna                | 2                 |
| Stati Uniti           | 116               |
| Svizzera              | 42                |

### Classifiche di fine anno
| Classifica (2020) | Posizione |
| ----------------- | --------- |
| Ecuador           | 7         |
| Paraguay          | 9         |
| Polonia           | 99        |
| Romania           | 35        |
| Spagna            | 23        |